# 永劫無間
《永劫無間》是一款由二十四工作室（24工作室、24 Entertainment）开发、网易游戏蒙特利尔工作室发行的武俠風格的动作冒险类大逃杀游戏。
該遊戲於2020年11月3日在北美開啟公測，11月17日在亞洲公測，2021年7月8日在中國开启不删档公测，同年8月12日在Steam上開啟全球公測。在《永劫無間》的主要模式中，有48名玩家出生在同一個地圖中進行戰鬥，直到決出最後一個勝利者。這個遊戲融合了以武術為基礎的近戰格鬥系統，並導入了三種克制關係的戰鬥體系。在《永劫無間》當中有多種多樣的近戰以及遠端武器，玩家可以通過飛簷走壁以及飛索來實現跨地形的移動。

## 遊戲玩法
《永劫無間》的主要玩法模式為戰術競技模式。玩家在聚窟洲、火罗国或龙隐洞天聚集，為最終的勝利而戰。在此模式中，玩家可以選擇進行單人遊戲、双人组队或者三人組隊進行遊戲；進入遊戲之後，玩家可以選擇不同的英雄，每個英雄會配備兩個技能，一個普通技能，一個大招。進入地圖之後，玩家選擇不同的出生點並開始進行裝備和武器的搜集以不斷變得強大起來。在這個過程中，玩家需要注意不被敵方隊伍埋伏。在搜尋物資及戰鬥的過程中，《永劫無間》中的“暗域”會進行蔓延，若处于該“暗域”中，玩家會受到傷害。
在戰鬥中被擊倒之後，玩家有機會可以被隊友救起。若未被救起，在第一次暗域縮圈結束之前，玩家仍可以跑魂到返魂壇進行復活。在此时间之外，或在时间之内但复活机会用尽，若玩家未被救起，則意味著玩家本局遊戲到此結束。队友除了可以选择直接施救外，可以选择购买返魂符并在返魂坛处施救，但返魂符数量有限，同时需要消耗部分暗潮币。
在2022年8月5日新推出PVE模式「征神之路」體驗版，開放了普通模式、困難模式、噩夢模式，三種不同遊戲難度，滿足不同階段玩家來挑戰。

## 劇情設定
《永劫無間》以虛構的幻想世界為背景，世界本是一片混沌，被陰陽二氣重構，在世界的中心聚窟洲，兩位古神因為力量本質的不同而不斷的交戰。每一次的交戰都會導致兩個古神同歸於盡，世界上的所有生命都會因神戰波及而滅亡。神戰後，兩個古神消散的肉身也會回歸世界，滋養著萬物的重生，當肉身再次修復後，它們又會重複之前的戰爭，導致世界一直在永劫之中…

## 角色
在2021年8月12日全球上線版本中，《永劫無間》共發佈了7個英雄，分別是，特木爾，天海，季滄海，妖刀姬，迦南，胡桃，寧紅夜。後續又伴隨著賽季開啟，陸續上線了崔三娘、岳山、無塵、顾清寒、殷紫萍、武田信忠、胡为、沈妙、季莹莹、玉玲瓏、哈迪、魏轻、刘炼、张起灵、席拉、蓝梦16名新英雄，近期新增新角色万钧。

## 開發，測試歷程及發行
| 汇总媒体   | 得分   |
| ---------- | ------ |
| Metacritic | 71/100 |

| 媒体         | 得分   |
| ------------ | ------ |
| GameSpot     | 6/10   |
| IGN          | 8/10   |
| PC Gamer美国 | 73/100 |
| PCGamesN     | 6/10   |

《永劫無間》與其他眾多知名遊戲一起，在2019年的Game Awards Ceremony上首次亮相，而遊戲大約也是從2019年開始使用Unity引擎開發的。2020年11月3日至9日，該遊戲在Steam開啟了北美地區的測試，以驗證其核心玩法及遊戲表現。2021年4月，《永劫無間》迎來了國服的終極測試。2021年7月8日，國服公測；8月12日，Steam全球上線。目前，《永劫無間》已經公開表示正在進行主機端移植，由雷火Universe X Studio負責。2021年7月，游戏确认正在开发PlayStation 5版本。2022年6月，微软确认《永劫无間》将在2022年6月23日登陆Xbox Series X/S平台。
《永劫无间》现已发行超10国语言，网易雷火UX团队从最初Demo开始即开始为《永劫无间》进行UX研究以及UX设计的工作。截至2021年11月10日，《永劫无间》全球销量突破600万，创下中華人民共和國买断制游戏销量新纪录。IGN給該遊戲的評分為8分，GameSpot給出的分數為6分。

## 宣布免费
2023年7月6日，《永劫无间》官方宣布游戏将在7月14日起永久免费，买断版本售卖截止时间为7月13日23:59:59，7月14日5:00将进行停服更新维护，随后即可免费游玩。届时将对买断制玩家发放回馈福利。

## 所獲獎項
2021年 Golden Joystick Awards 最佳多人遊戲提名
2021年 Steam Best Game You Suck it 提名
2021年 Best of Steam Top Sellers, Top New Releases

## 外部鏈接
- 官方网站